# برهان (اسم)
برهان هو اسم علم مذكر من أصل عربي، ومعناه هو الحجة الدليل، ما لا يحتاج إلى دليل، وهو من الفاظ القرآن، وورد ثماني مرات منها ﴿قل هاتوا برهانكم إن كنتم صادقين﴾ [ البقرة الآية 111].

## شخصيات تحمل الاسم
- برهان الدين البقاعي (1407 – 1480[3])
- برهان الدين الزرنوجي
- برهان الدين المرغيناني (1117 – 29 أكتوبر 1197[4])
- برهان الدين رباني (رئيس أفغاني سابق، 20 سبتمبر 1940 – 20 سبتمبر 2011)
- برهان الدين كركوتلي (1932 – 26 ديسمبر 2003)
- برهان سارجان (لاعب كرة قدم تركي، 11 فبراير 1929 – )
- برهان صهيوني (لاعب كرة قدم سوري، 7 أبريل 1986[5] – )
- برهان علوية (مخرج أفلام لبناني، 1 أبريل 1941 – )
- برهان غليون (سياسي سوري معارض للنظام، 11 فبراير 1945 – )
- برهان قوزو (سياسي تركي، 1955 – )

## وصلات خارجية
- موسوعة السلطان قابوس لأسماء العرب